# Boston-Marathon 1939
| 43. Boston-Marathon    | 43. Boston-Marathon        |
| ---------------------- | -------------------------- |
| Stadt                  | Boston, Vereinigte Staaten |
| Datum                  | 19. April 1939             |
| Distanz                | 41,1 – 42,2 Kilometer      |
| Sieger                 |                            |
| Männer                 | Ellison Brown (2:28:51 h)  |
| ← Boston-Marathon 1938 | Boston-Marathon 1940 →     |
| Website                | Offizielle Website         |

Der Boston-Marathon 1939 war die 43. Ausgabe der jährlich stattfindenden Laufveranstaltung in Boston, Vereinigte Staaten. Der Marathon fand am 19. April 1939 statt. Die Laufdistanz betrug zwischen 41,1 und 42,2 Kilometer.
Es gewann Ellison Brown in 2:28:51 h.

## Ergebnis
| Platz | Athlet         | Land               | Zeit (h) |
| ----- | -------------- | ------------------ | -------- |
| 01    | Ellison Brown  | Vereinigte Staaten | 2:28:51  |
| 02    | Don Heinicke   | Vereinigte Staaten | 2:31:24  |
| 03    | Walter Young   | Kanada             | 2:32:41  |
| 04    | Pat Dengis     | Vereinigte Staaten | 2:33:22  |
| 05    | Leslie Pawson  | Vereinigte Staaten | 2:33:57  |
| 06    | Paul Donato    | Vereinigte Staaten | 2:34:25  |
| 07    | Walter Hornby  | Kanada             | 2:37:11  |
| 08    | Gérard Côté    | Kanada             | 2:37:43  |
| 09    | Fred Bristow   | Kanada             | 2:38:44  |
| 10    | Andre Brunelle | Vereinigte Staaten | 2:39:09  |